# پاسکال دی توماسو
پاسکال دی توماسو (انگلیسی: Pascal Di Tommaso؛ زادهٔ ۱۰ اوت ۱۹۵۴) بازیکن فوتبال اهل فرانسه است.